# Timochreon
Timochreon is een geslacht van vlinders van de familie dikkopjes (Hesperiidae), uit de onderfamilie Pyrginae.

## Soorten
- T. doria (Plötz, 1884)
- T. satyrus (Felder, 1867)